# Arhaconotus ishigakiensis
Arhaconotus ishigakiensis (лат.) — вид паразитических наездников рода Arhaconotus из семейства Braconidae. Восточная Азия: Япония (архипелаг Рюкю, остров Исигаки, Kabira).

## Описание
Мелкие наездники, длина тела 2,9 мм; длина переднего крыла 2,4 мм. Ширина головы в 1,4 раза превышает её медианную длину. Голова желтовато-коричневая. Переднегрудь и среднеспинка красновато-бурые, остальная часть груди и большая часть брюшка (кроме красных вершинных 2/3 шестого тергита) чёрные. Усики красновато-коричневые, затемненные к вершине. Щупики жёлтые. Ноги полностью буровато-жёлтые. Ножны яйцеклада желтовато-коричневые, в вершинной 1/5 чёрные. Крылья слабо затемнённые. Птеростигма коричневая, более светлая в основании и на вершине. Глаза голые. Усики тонкие, нитевидые (более 16 флагелломеров). Нижнечелюстные щупики состоят из 6 члеников, а нижнегубные — из четырёх.